# Forcipomyia parenthesis
Forcipomyia parenthesis är en tvåvingeart som beskrevs av Debenham 1983. Forcipomyia parenthesis ingår i släktet Forcipomyia och familjen svidknott. Inga underarter finns listade i Catalogue of Life.